# Archibald Mosman
Archibald Mosman (15 ottobre 1799 – Randwick, 29 gennaio 1863) è stato un imprenditore scozzese, a cui si deve il nome della omonima municipalità di Mosman della città australiana di Sydney.
Era il più anziano di tre fratelli con cui viveva ad Auchtyfardle, presso Lesmahagow, nella regione del Lanarkshire in Scozia.
Suo padre fu capo della Contea del Lanark e suo zio Hugh divenne deputato-luogotenente di Lanark.

## Biografia
Archibald ed il suo gemello George, dopo essere stati occupati nelle piantagioni di zucchero nelle Indie occidentali arrivarono a Sydney il 24 agosto 1828.
Tramite il loro impiegato W. Scott ed una raccomandazione all'ufficio coloniale di Sua Maestà, entrarono in affari aprendo un magazzino in George Street e ottenendo nel 1831 una piccola concessione nell'area presso la riva di Great Sirius Cove, attuale Mosman Bay.
Si occuparono della caccia alle balene e Archibald pianificò la costruzione di un'industria a Sirius Cove. Sbaragliando la concorrenza, acquistarono due natanti: il Jane, di 221 tonnellate, ed il Tigress, di 192 tonnellate, oltre a un altro vascello che utilizzarono per gli scambi con la Nuova Zelanda.
Le attività di diritto di banchina, carenaggio, riparazione erano davvero proficue ma furono poi tassate in virtù dell'obbligo di versare una quota annuale a Hughes e Hosking. Ma Hughes e Hosking andarono in bancarotta così che Mosman perse tutto.
Infine, abbandonò le sue attività più speculative come la Floating Bridge Co., la Sydney Ferry Co. e la Australian Auction Co. per acquistare la stazione di Furracabad presso Glen Innes.
L'attività fu tanto proficua che egli si poté spostare presso Byron Lodge, Randwick, dove morì nel 1863.